# Malin Linneroth
Malin Evelina Linneroth, född 9 januari 1978, är en svensk journalist, producent, copywriter och barnboksförfattare. Hon har arbetat mycket med idéutveckling, manus och programmakande för radio och tv, bland annat med program som Arvinge okänd och På spåret i SVT. Hennes första barnbok "Vill ha den själv" utkom 2019 på Alfabeta bokförlag. 2021 kom andra boken i samma serie, "Kalla lilla larv", båda illustrerade av Lisa Moroni. 2022 kom kapitelboken "GILLIS - Lånehamster och andra pirrigheter" med illustrationer av Hanna Granlund. 
Malin var programledare för Morgonpasset i P3 åren 2006-2009 i Sveriges Radio P3:s helgsändningar (fredag-söndag) tillsammans med Patti Hansén, och programledare för Frank i P3 2004-2005. 
Utbildad journalist vid IJM.